# Carnoy-Mametz
Carnoy-Mametz ist eine französische Gemeinde mit 268 Einwohnern (Stand: 1. Januar 2022) im Département Somme in der Region Hauts-de-France. Sie gehört zum Arrondissement Péronne und zum Kanton Albert.
Sie entstand als Commune nouvelle mit Wirkung vom 1. Januar 2019 durch die Zusammenlegung der bisherigen Gemeinden Carnoy und Mametz, die in der neuen Gemeinde den Status einer Commune déléguée haben. Der Verwaltungssitz befindet sich im Ort Mametz.

## Gliederung
| Ortsteil                 | ehemaliger INSEE-Code | Fläche (km²) | Einwohnerzahl zum 1. Januar 2022 |
| ------------------------ | --------------------- | ------------ | -------------------------------- |
| Mametz (Verwaltungssitz) | 80505                 | 7,25         | 172                              |
| Carnoy                   | 80175                 | 3,00         | 96                               |

## Geographie
Die Gemeinde liegt rund sieben Kilometer östlich von Albert. Nachbargemeinden sind: Bazentin im Norden, Montauban-de-Picardie im Nordosten, Maricourt im Südosten, Suzanne im Süden, Bray-sur-Somme im Südwesten, Fricourt im Westen und Contalmaison im Nordwesten.